# Val Coritenza
La Val Coritenza (in sloveno semplicemente Koritnica) è una valle del Goriziano sloveno che prende il nome dall'omonimo fiume che la solca con andamento carsico, in quanto per buona parte scorre sotto il proprio greto. Vi sorgono i piccoli insediamenti abitati di Bretto di Mezzo (Log Pod Mangartom), Bretto di Sopra (Strmèc na Predelu) e Bretto di Sotto (Spodnji Log), frazioni di Plezzo (Bovec). Nel territorio vi sono meno di 150 residenti.

## Geografia
La valle, compresa nel Parco nazionale del Tricorno, inizia dalla "sella di Kot" (Kòtovo sedlo), a quota 2.130 m lungo la sottile cresta che unisce i gruppi montuosi del Mangart e dello Jalovec, decorrendo inizialmente da est a ovest, fino al passo del Predil, al confine con l'Italia, delimitata a nord dal gruppo del Mangart e a sud dallo Monte Gialuz e dalla lunga cresta delle pareti di Bretto (Loška Stena), che la separa dalla val Bavšica. 
Piega quindi a sud in una stretta forra, delimitata a ovest dalle ultime propaggini del massiccio del Canin, la Cima del Lago (Jerebica) e il Rombon, fino alla confluenza del fiume nell'Isonzo nell'ampia Conca di Plezzo (Bovška Kotlina). Lo sbocco nella conca è sorvegliato da una fortezza, di origine veneziana e poi ricostruita più volte dagli austroungarici, il Forte delle chiuse (Kluže).
È un luogo estremamente ameno, solcato fino a Bretto dalla rotabile che porta al passo del Predil, quindi solo da una strada bianca. Vi sono numerose forre e belle cascate, create dal Coritenza e dai suoi affluenti, come il torrente Fracarica.